# Idaea korbi
Idaea korbi là một loài bướm đêm trong họ Geometridae.